# Адміністративний устрій Машівського району
Адміністративний поділ Машівського району — адміністративно-територіальний поділ Машівського району Полтавської області на 1 сільську громаду, 1 селищну громаду і 6 сільських рад, які об'єднують 40 населений пункт.

## Список сільських громадМашівського району
| № | Назва                         | Центр         | Населені пункти | Площа км² | Місце за площею | Населення (2001), чол. | Місце за населенням |
| - | ----------------------------- | ------------- | --- | --------- | --------------- | ---------------------- | ------------------- |
| 1 | Машівська селищна громада     | смт Машівка   | с. Вільне с. Козельщина с. Латишівка смт Машівка c. Новий Тагамлик с. Огуївка c. Селещина с. Сухоносівка с. Тимченківка                                                                                        |           |                 |                        |                     |
| 2 | Михайлівська сільська громада | c. Михайлівка | c. Андріївка с. Грабівщина с. Жирківка c. Коновалівка с. Красногірка c. Кустолово-Суходілка с. Любимівка c. Мала Нехвороща c. Михайлівка c. Павлівка с. Первомайське c. Ряське с. Свистунівка с. Усть-Лип'янка |           |                 |                        |                     |

## Список сільських радМашівського району
| № | Назва                        | Центр           | Населені пункти                                               | Площа км² | Місце за площею | Населення (2001), чол. | Місце за населенням |
| - | ---------------------------- | --------------- | ------------------------------------------------------------- | --------- | --------------- | ---------------------- | ------------------- |
| 1 | Абрамівська сільська рада    | c. Абрамівка    | c. Абрамівка с. Нова Павлівка                                 |           |                 |                        |                     |
| 2 | Базилівщинська сільська рада | c. Базилівщина  | c. Базилівщина                                                |           |                 |                        |                     |
| 3 | Дмитрівська сільська рада    | c. Дмитрівка    | c. Дмитрівка с. Калинівка                                     |           |                 |                        |                     |
| 4 | Кошманівська сільська рада   | c. Кошманівка   | c. Кошманівка с. Богданівка с. Миронівка                      |           |                 |                        |                     |
| 5 | Сахнівщинська сільська рада  | c. Сахнівщина   | c. Сахнівщина с. Вовча Балка с. Григорівка с. Петрівка        |           |                 |                        |                     |
| 6 | Старицьківська сільська рада | c. Старицьківка | c. Старицьківка с. Зоря с. Олексіївка с. Рубанівка с. Сонячне |           |                 |                        |                     |

* Примітки: смт - селище міського типу, с. - село

## Колишній населений пункт
- Дорошівка († 1995)